# Осуиго (округ)
Округ Осуиго (англ. Oswego County) — округ штата Нью-Йорк, США. Население округа на 2000 год составляло 122379 человек. Административный центр округа — город Осуиго.

## История
Округ Осуиго основан в 1816 году. Источник образования округа Осуиго: округа Онайда и Онондага.

## География
Округ занимает площадь 2468,3 км2.

## Демография
Согласно переписи населения 2000 года, в округе Осуиго проживало 122379 человек. По оценке Бюро переписи населения США, к 2009 году население уменьшилось на 0,8%, до 121377 человек. Плотность населения составляла 49,2 человек на квадратный километр.